# 長淵荘
長淵荘（ながぶちのしょう）は、筑前国上座郡長淵郷（現在の福岡県朝倉市長渕）付近にあった荘園。

## 概要
堀河天皇の御願寺・尊勝寺の荘園として成立し、官物のみを国衙に納めるという半輸の携帯を採っていた。鎌倉時代初期には後鳥羽上皇の院近臣であった尊勝寺執行尊長が領家で、後に上皇の皇子・道覚入道親王に領家職を譲ったが、承久の乱関係者の所領とされて没官され、関東御領に編入された。正応元年（1288年）、元寇に対する九州御家人の対する恩賞として分配されたが、余りにも多くの御家人間で分割されたために、1人あたり3-5町規模しか与えられず、
実際の支配は困難であり、ほとんど不知行と化していった。後に博多崇福寺に寄進された地域もあったとされているが、その後の動向は不明である。なお、この際に分割を受けたことが知られている武士には肥前国の龍造寺氏、薩摩国の渋谷氏、大隅国の禰寝氏などが知られているが、龍造寺氏に関してはその祖とされる高木季家が源頼朝によって長淵荘の地頭に任じられたとする伝承があり、建武3年（1336年）に九州探題一色範氏と会見した龍造寺家親が「長淵荘一分地頭」を名乗っているなど、同荘に対する地頭職などの形で早くから利害関係を有していた可能性がある。